# Carroll Ballard
Carroll Ballard (Los Angeles, 14 d'octubre de 1937) és un director de cinema estatunidenc. Ha dirigit sis llargmetratges, incloses El cavall negre (1979), Never Cry Wolf (1983), i Volant en llibertat (1996).

## Biografia
Després de servir a l'exèrcit dels Estats Units, Ballard va assistir a l'escola de cinema de la UCLA, on un dels seus companys de classe va ser Francis Ford Coppola.
Entre els seus primers crèdits s'inclouen els documentals Beyond This Winter's Wheat (1965) i Harvest (1967), que va realitzar per a l'Agència d'Informació dels Estats Units. Aquest últim va ser nominat a un Oscar. Va dirigir un curtmetratge anomenat The Perils of Priscilla (1969), que va ser filmat des del punt de vista d'un gat que s'escapa de casa. Rodeo (1970) va oferir una mirada íntima de la Final Nacional de Rodeo de 1968 a Oklahoma City. Va rodar la seqüència del títol de la pel·lícula musical de Ford Coppola Finian's Rainbow i va ser director de la segona unitat a Star Wars (1977), s la qual va ocupar moltes de les escenes del desert a l'aire lliure.
Ballard finalment va tenir l'oportunitat de fer un llargmetratge quan Coppola li va oferir la feina de dirigir El cavall negre (1979), una adaptació del llibre infantil de Walter Farley. La pel·lícula va ser nominada a dos Oscar, entre ells el de millor actor de repartiment (Mickey Rooney). El 2002 la Biblioteca del Congrés dels Estats Units la va afegir al National Film Registry.
Aleshores va dirigir Never Cry Wolf (1983), basat en el llibre autobiogràfic de Farley Mowat del mateix nom, que detalla les experiències de Mowat amb els llops àrtics.
En la dècada dels 90 va fer dues pel·lícules La força del vent (1992) i Volant en llibertat (1996).
La seva pel·lícula més recent és Duma (2005), sobre l'amistat entre un orfe sud-africà i un guepard.
El crític de cinema Kenneth Turan, va escriure una vegada: "[Ballard] sap com ser cuidat i frenat, minimitzant el contingut de sacarina d'una pel·lícula i maximitzant el sentit de meravella."

## Filmografia
- 1965: Beyond This Winter's Wheat (documental)
- 1967: Harvest (documental)
- 1979: El cavall negre (The Black Stallion)
- 1983: Never Cry Wolf
- 1986: Nutcracker: The Motion Picture
- 1992: La força del vent (Wind)
- 1996: Volant en llibertat (Fly Away Home)
- 2005: Duma